# 丹尼·瓊斯
丹尼爾·亞倫·大衛·瓊斯（Daniel Alan David Jones，1986年3月12日—），常被稱作丹尼·瓊斯（Danny Jones），出生於英格蘭曼徹斯特的博爾頓。他在英國流行搖滾樂團McFLY裡擔任主唱和吉他手，其餘成員還有湯姆·弗萊屈、道基·波伊特和哈利·裘德。

## 关于McFly
McFly是從2004年在霸子樂團的巡演A Present for Everyone作為嘉賓演出時開始成名的。丹尼為一個男生樂團“V”試鏡（實際上他把這個樂團的性質搞錯了。這是一個男生組合，不是樂隊）。湯姆作為面試官之一參與丹尼的面試，稍後便找到了丹尼。兩個人發現志趣相投，於是湯姆邀請丹尼，與他和詹姆斯·伯恩（霸子樂團成員）一起寫歌。
在為霸子乐团寫歌的工作結束後，湯姆和丹尼開始為他們自己已組成但還沒命名的樂隊寫歌。他們搬到了英國倫敦的洲際酒店，臨時住在一起。後來他們在音樂雜誌NME上刊登樂隊成員招募的廣告，鼓手哈利·裘德以及貝斯手道基·波伊特，就是這時候加入的。丹尼參與了他們所有五張錄音室專輯的詞曲創作。在前三張專輯中還有他獨作的三首曲目。他也參與了一些曲目的歌曲製作，例如第四張專輯《Radio: ACTIVE》中的《Only The Strong Survive》以及樂隊翻唱的蕾漢娜的《Unbrella》，還有數不盡的歌曲樣本。
丹尼在樂隊中的角色是主吉他手和主唱。他在《That Girl》、《I Wanna Hold You》、《Everybody Knows》、《Transylvania》等曲目中都有吉他solo。
他在業餘時間還會幫忙製作樂隊曲目的混音。像《Party Girl》、《Nowhere Left To Run》、《Take Me There》都有他製作的混音版本。他們可以在單曲CD的B-Side中找到。
丹尼也在很多演唱會後的派對中擔任DJ。

## 电视电影
丹尼·瓊斯和McFLY的成員曾在喜劇電影《幸運之吻》（Just My Luck）中演出。他們在電影中扮演和現實一樣的角色，試著要在美國紅起來。該電影在2006年5月12日於美國上映，英國則是在2006年6月30日。

## 其他
丹尼的家鄉是博爾頓，而且是博尔顿足球俱乐部的瘋狂支持者。他在Thornleigh 中學被馬丁老師教導音樂。家族成員為母親凱西、父親阿倫和比他大一歲的姐姐維琪。維琪和丹尼曾經與朋友組成一個名為Y2K的小樂團，並參與2000年的《Steps To The Stars》節目演出。
丹尼最喜歡的男歌手是布魯斯·斯布林斯頓和The E-Street Band 及誰人，他的第一次表演就是在布魯斯·斯布林斯頓的公演，而他說是母親讓他對布魯斯產生興趣的。
曾有個謠言說丹尼想離開McFly來追尋他的獨唱夢想，然而樂團明確地否認這件事，丹尼說McFly已經融入了他的血液，而且絕對不會離開──因為這就是他夢想的工作。丹尼在一次的訪問說他60歲的時候依然會待在McFLY。
丹尼的妻子为2007年英国小姐乔治娅·霍斯利（曾代表英國參加2007世界小姐）。兩人從2009年交往，於2013年7月26日訂婚，並在2014年8月2日在英國北約克郡老莫爾頓完婚。

## 电视电影
丹尼與樂隊成員一起，在2005年1月客串過英劇《傷亡》。2007年客串《神秘博士》。
他們也曾參加過許多電視音樂節目，例如T4 On the Beach以及第一和第二屆尼克英國兒童選擇獎。
2010年1月15日開始，丹尼參加了ITV1的名人真人秀節目《從流行明星到歌劇明星》。
丹尼·瓊斯和樂隊成員成員曾在喜劇電影《幸運之吻》（Just My Luck）中演出，他們在電影中扮演和現實一樣的角色。該電影在2006年5月12日於美國上映，英國則是在2006年6月30日。

## 外部連結
- McFly 官方網站
- McFly MySpace網誌（页面存档备份，存于）